# El treballador feliç
El treballador feliç (títol original en anglès, The Happy Worker) és una pel·lícula documental finlandesa dirigida per John Webster, que es va estrenar al Festival Internacional de Cinema Documental de Copenhaguen de 2022. S'ha doblat al català pel programa Sense ficció de TV3.
La pel·lícula tracta problemes relacionats amb la vida laboral. Les persones entrevistades a la pel·lícula inclouen, per exemple, David Graeber. Leena Virtanen al diari Helsingin Sanomat va puntuar el documental amb cinc estrelles.